# The Secret of St. Ives
The Secret of St. Ives este un film american regizat de Phil Rosen. Protagoniștii filmului sunt Richard Ney, Vanessa Brown și Henry Daniell. Este o ecranizare a romanului din 1897 St. Ives de Robert Louis Stevenson.